# Télétex
Ne doit pas être confondu avec Télétexte.
Le télétex était un service international de télécommunications, pour la transmission de textes de terminal à terminal, normalisé au début des années 1980 par le CCITT pour remplacer le télex, et entré en service dans différents pays essentiellement européens dans les années qui ont suivi.
L'objectif était de donner aux terminaux l'accès à un service de courrier électronique beaucoup plus performant que le télex, sans utilisation d'un réseau dédié, et visant  la même valeur juridique des échanges. Les exigences du service ont conduit à des terminaux trop coûteux, qu'ils soient dédiés ou obtenus à partir d'un micro-ordinateur. Le service ne s'est que peu diffusé car handicapé par la souplesse d'usage des micro-ordinateurs et des messageries.

## Spécifications internationales du service
La définition du service et du terminal est faite par les principales recommandations suivantes du CCITT (le CCITT a été remplacé par l'UIT-T en 1993) :
- F.200 Le service télétex ;
- F.201 Interfonctionnement entre le service télétex et le service télex ;
- T.60 Caractéristiques du terminal télétex (mise en page) ;
- T.61 Répertoire de caractères et jeux de caractères codés ;
- T.62 Protocole de haut niveau structurant le dialogue et l'échange de données entre les terminaux (niveaux session et document) ;
- T.64 Procédures de test de conformité ;
- T.70 Protocole de transport de bout en bout (qui masque les spécificités du réseau utilisé).

## Caractéristiques essentielles du service

### Présentation générale
Le service vise à être intégré dans la vie quotidienne du bureau. C'est pourquoi le terminal peut être présenté comme une machine à écrire électronique (traitement de texte), complété par un système de transmission pour l'émission et la réception de documents dactylographiés au format A4 ou nord-américain, en présentations verticale (portrait) ou horizontale (paysage).
Loin des limites du télex, un jeu complet de caractères (graphismes), et de nombreux caractères de contrôle sont utilisables dans les documents télétex (309 caractères). On dispose notamment des majuscules et minuscules, des chiffres, de la ponctuation, des caractères accentués ou internationaux courants, des symboles monétaires, des caractères de mise en page (indice, exposant, souligné…), du choix du format et de l'orientation du papier, du réglage de l'espacement vertical et horizontal et des marges.
La transmission est directe (par opposition aux messageries électroniques), de mémoire de terminal à mémoire de terminal. Automatique, elle ne nécessite pas la présence d'un opérateur et se déroule en arrière-plan sans interférence avec le travail local de l'opérateur s'il est présent (il peut par exemple préparer en même temps un autre document).
Comme dans le télex, l'identification réciproque est garantie par le comportement du terminal. Chaque terminal dispose d'une identification unique. En début de communication  les données d'identification (et l'horodatage) sont échangés. Cela permet d'aboutir à une ligne d'identification de la communication qui certifie l'origine du document et les caractéristiques de sa distribution.
Voici quelques autres caractéristiques importantes : 
- la vitesse de transmission est au moins de 2 400 bit/s (à comparer aux 50 bit/s du télex) ;
- la transmission peut utiliser l'un ou plusieurs des réseaux existants (réseau à commutation de paquets ou commutation de circuits, réseau téléphonique commuté) ;
- le taux d'erreurs résiduelles est très faible du fait de l'utilisation du protocole de transmission de données High-Level Data Link Control (HDLC) ;
- le terminal dispose d'une capacité de stockage suffisante pour stocker des messages entrants ;
- l'agencement et le format du document reçu sont identiques à ceux du document émis (même si  aucune capacité d'impression n'est obligatoire) ;
- l'interfonctionnement est assuré avec le service télex par l'intermédiaire d'une passerelle (informatique) effectuant les conversions dans les deux sens.

### Format de l'identification du terminal
L'identification unique des terminaux, base de la reconnaissance juridique des messages échangés, est constituée de 24 caractères répartis comme suit :
- indicatif de pays et de réseau (jusqu'à 4 caractères) ;
- numéro national de l'abonné (jusqu'à 12 caractères, dans la limite de 15 avec l'indicatif de pays) ;
- information supplémentaire (jusqu'à 4 caractères) ;
- abréviation mnémonique (minimum 3 caractères).

### Format de la ligne d'identification d'une communication
La ligne d'identification d'une communication est constituée de 72 caractères :
- 24 caractères pour l'identification du terminal appelé ;
- 24 caractères pour l'identification du terminal appelant ;
- 14 caractères pour la date et l'heure de la communication ;
- 7 caractères pour une information de référence supplémentaire.

## Développement commercial

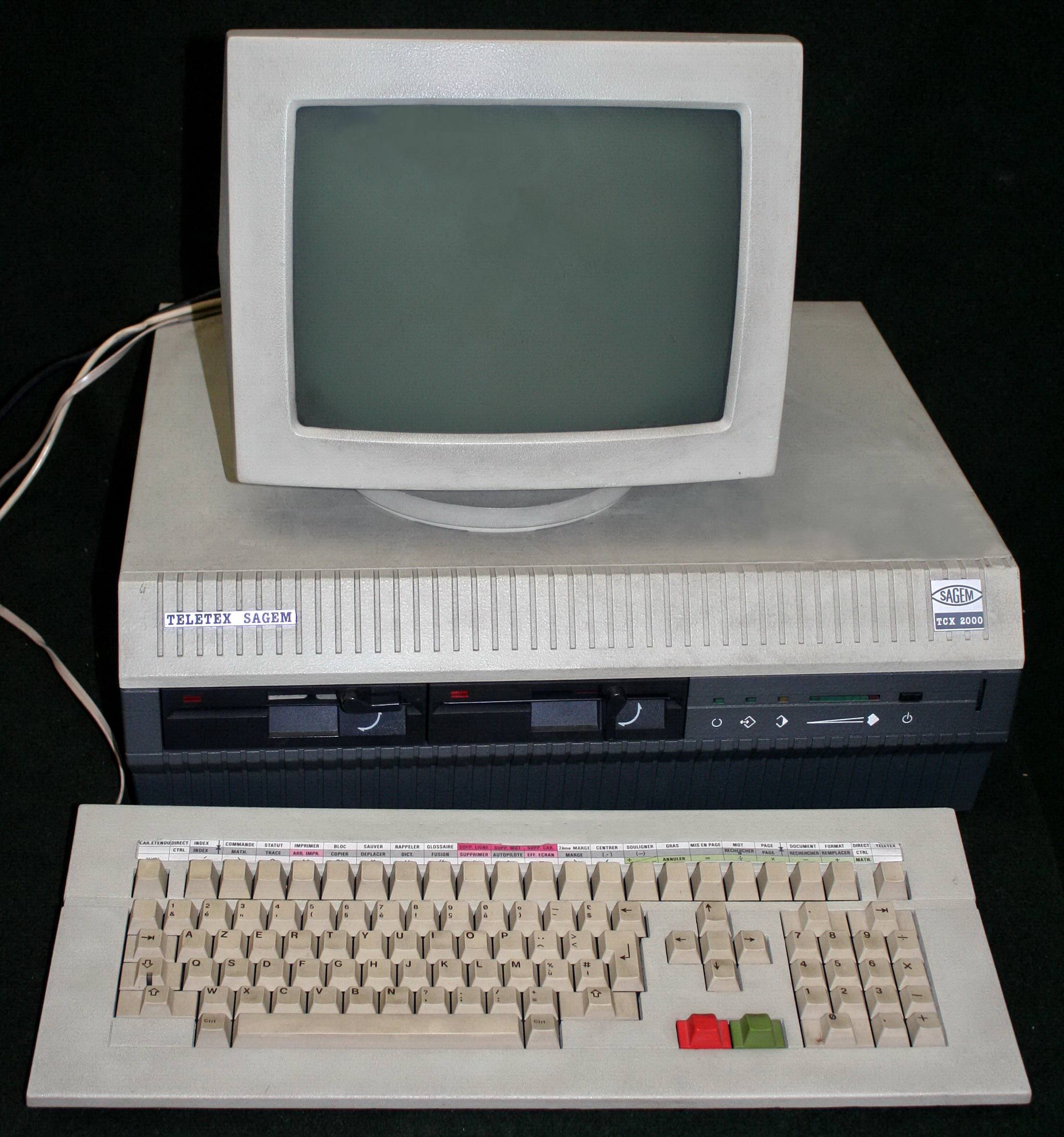
Terminal télétex SAGEM TCX2000

Les recommandations du CCITT ont permis aux opérateurs de télécommunications et aux industriels de préparer le service et des terminaux conformes à la norme internationale. Une petite vingtaine de pays, majoritairement européens, a ouvert un service télétex. Parmi les industriels importants du domaine on peut citer Siemens, Ericsson, Sagem (terminal TCX 2000), CGCT (terminal TLX 100).
L'Allemagne, l'un des pays moteur dans le domaine, a exploité le service de 1981 à 1993. En France la Direction Générale des Télécommunications (DGT) a mis en place en 1984 un processus de labellisation des terminaux s'appuyant sur le succès des tests de conformité aux spécifications télétex (ce label donnait accès à la marque collective TELETEX).
Ce mode d'échange électronique n'a pas rencontré un grand succès commercial (le chiffre de 12 000 participants au service a toutefois été atteint en Allemagne). Ceci est la conséquence d'un certain décalage par rapport aux attentes et d'évolutions rapides du marché :
- les machines à écrire spécialisées télétex étaient chères ;
- la mise en œuvre  du télétex sur des micro-ordinateurs de type IBM PC s'avérait également délicate et coûteuse du fait des exigences du service (disponibilité permanente en réception notamment) ;
- les micro-ordinateurs de type IBM PC se répandaient, en offrant une plus grande souplesse, tout en permettant l'accès à des messageries électroniques ;
- la grande diffusion des télécopieurs (en particulier ceux conformes aux spécifications du "groupe 3") donnait aisément accès à la transmission de tout document sous forme d'image (donc sans aucune restriction sur les caractères et graphismes).